# Bird on 52nd St.
Bird on 52nd St. est un album live du saxophoniste alto Charlie Parker sorti en 1948 sous le label Debut Records. Charlie Parker est accompagné par Miles Davis qui est à peine audible sur l'album, de Duke Jordan au piano mais seulement brièvement entendu sur un solo, de Tommy Potter à la contrebasse et de Max Roach à la batterie.

## Titres
Lors du concert les titres de cet album sont enregistrés sur un magnétophone personnel et sont par conséquent de mauvaise qualité malgré le travail effectué par Jimmy Knepper en reliant par exemple sur My Old Flame trois prises différentes. Une version restaurée et remastérisée est sortie en octobre 1994 mais n'a pas permis de restituer un son de bonne qualité[réf. nécessaire].
| N°  | Titre                        | Compositeur                            | Durée |
| --- | ---------------------------- | -------------------------------------- | ----- |
| 1.  | 52nd Street Theme            | Thelonious Monk                        | 2:19  |
| 2.  | Shaw 'Nuff                   | Ray Brown, Gil Fuller, Dizzy Gillespie | 1:33  |
| 3.  | Out of Nowhere               | Johnny Green, Edward Heyman            | 3:05  |
| 4.  | Hot House                    | Tadd Dameron                           | 2:15  |
| 5.  | This Time the Dream's on Me  | Harold Arlen, Johnny Mercer            | 2:21  |
| 6.  | A Night in Tunisia           | Dizzy Gillespie                        | 3:29  |
| 7.  | My Old Flame                 | Sam Coslow, Arthur Johnston            | 3:24  |
| 8.  | 52nd Street Theme            | Thelonious Monk                        | 1:05  |
| 9.  | The Way You Look Tonight     | Jerome Kern, Dorothy Fields            | 4:42  |
| 10. | Out of Nowhere               | Johnny Green, Edward Heyman            | 2:35  |
| 11. | Chasin' the Bird             | Charlie Parker                         | 1:47  |
| 12. | This Time the Dreams's on Me | Harold Arlen, Johnny Mercer            | 3:29  |
| 13. | Dizzy at Atmosphere          | Gillespie                              | 2:59  |
| 14. | How High the Moon            | Nancy Hamilton, Morgan Lewis           | 3:38  |
| 15. | 52nd Street Theme            | Thelonious Monk                        | 1:14  |

## Enregistrement
Les morceaux sont enregistrés à l'Onyx Club à New York le 6 juillet 1948.
| Musicien       | Instrument     |  | Équipe technique |                                  |
| -------------- | -------------- |  | ---------------- | -------------------------------- |
| Charlie Parker | saxophone alto |  | Jimmy Knepper    | enregistrement                   |
| Miles Davis    | trompette      |  | Kirk Felton      | remastering, restauration (1994) |
| Duke Jordan    | piano          |  |                  |                                  |
| Tommy Potter   | contrebasse    |  |                  |                                  |
| Max Roach      | batterie       |  |                  |                                  |